# Куприянов, Валерий Николаевич
Валерий Николаевич Куприянов (29 июня 1940 — 30 июля 2023) — советский и российский архитектор, доктор технических наук, профессор, ректор КГАСУ (1988—2008), член-корреспондент РААСН (1998).

## Биография
Родился 29 июня 1940 года в селе Косолапово Марийской АССР в семье военнослужащего. После школы год работал на стройке.
В 1963 году окончил с отличием строительно-технологический факультет Казанского инженерно-строительного института и был принят ассистентом на кафедру архитектуры.
В 1968 году в НИИ новых строительных материалов (Москва) защитил кандидатскую диссертацию «Исследование и разработка лабораторных методов испытаний тиоколовых герметиков строительного назначения», а в 1988 году в Московском инженерно-строительном институте — докторскую диссертацию. В 1971 году присвоено ученое звание доцента, в 1991 году — профессора.
В 1988 году на альтернативной основе избран ректором КИСИ, трижды переизбирался на новый срок и возглавлял институт до 2008 года.
С 1994 по 2007 год заведующий кафедрой архитектуры, подготовил новый курс «Физика среды и ограждающих конструкций». С 2007 по 2018 год руководил кафедрой «Проектирование зданий». С 2018 года — профессор кафедры архитектуры.
Научные интересы — материаловедение и строительные конструкции, климатология и физика архитектурной среды.
Автор более 300 научных работ, в том числе 3 монографий.
В 1998 году избран членом-корреспондентом Российской академии архитектуры и строительных наук.
Заслуженный работник высшей школы Российской Федерации (14.09.2000). Почётный работник высшего профессионального образования Российской Федерации. Награждён орденом Дружбы (21.02.2008).

## Сочинения
- Пленочные сельскохозяйственные сооружения : (Опыт применения и долговечность) / В. Н. Куприянов. — Казань : Татар. кн. изд-во, 1981. — 112 с. : ил.; 20 см.
- Инсоляция и солнцезащита зданий : монография / В. Н. Куприянов. — Москва : Изд-во АСВ, 2023. — 203 с. : ил., табл.; 22 см; ISBN 978-5-4323-0487-2 : 100 экз.
- Климатология и физика архитектурной среды [Текст] : [монография] / В. Н. Куприянов. — Москва : Изд-во АСВ, 2016. — 193 с. : ил., табл.; 21 см; ISBN 978-5-4323-0185-7
- О времени, о товарищах, о себе : это было недавно… / В. Н. Куприянов. — Казань : Школа, 2020. — 259, [1] с. : ил., цв. ил., портр., факс.; 21 см; ISBN 978-5-00162-122-5 : 200 экз.
- Светопрозрачные ограждающие конструкции : научно-практическое пособие для студентов образовательных организаций высшего образования по направлениям подготовки (специальностям) уровень бакалавриата, направление подготовки 08.03.01 «Строительство»; уровень магистратуры, направление подготовки 08.04.01 «Строительство»; уровень специалитета, специальность 08.05.01 «Строительство уникальных зданий и сооружений»; уровень подготовки кадров высшей квалификации 08.06.01 «Техника и технологии строительства» / В. Н. Куприянов. — Москва : Изд-во АСВ, 2019. — 211, [4] с. : ил., табл.; 22 см; ISBN 978-5-4323-0326-4 : 300 экз.
- Физика среды и ограждающих конструкций [Текст] : учебник для студентов высших учебных заведений, обучающихся по программе бакалавриата по направлению 270800 «Строительство» (профили «Промышленное и гражданское строительство» и «Проектирование зданий и сооружений») и по прoграмме специалиста по специальности 271101 «Строительство уникальных зданий и сооружений» : [учебник для бакалавров] / В. Н. Куприянов. — Москва : АСВ, 2015. — 308 с. : ил., табл.; 22 см. — (Бакалавр).; ISBN 978-5-4323-0048-2
- Свияжск : [монография] / Куприянов В. Н., Копсова Т. П., Агишева И. Н. — Казань : КГАСУ, 2005 (Тип. Элодея). — 414, [1] с. : ил., портр., факс., цв. ил., портр., факс.; 35 см; ISBN 5-7829-0116-0